# Jean-Jacques de Marguerie
Pour les articles homonymes, voir Marguerie.
Jean-Jacques de Marguerie (Mondeville, 12 avril 1742 - La Grenade, 6 juillet 1779) est un mathématicien français.

## Biographie
Jean-Jacques de Marguerie commence ses études au collège de Caen. Ayant découvert les éléments d’Euclide vers l’âge de 18 ans, il se met à étudier les mathématiques seul. Il fait tant de progrès dans ce domaine que le géomètre Alexis Fontaine, qu’il a rencontré à Paris, offre de le prendre sous sa protection. Il l’héberge chez lui tandis qu’il rédige plusieurs mémoires pour l’Académie des sciences.
Vers 1768, sur la recommandation de Fontaine et de Lagrange, le comte de Roquefeuil le fait entrer dans la Marine royale. En septembre 1768, il s’embarque sur la flûte La Normande pour l’Île de France, mais doit repartir immédiatement pour la France à bord du Sphynx à la suite d'un ordre de rapatrier tous les officiers de marine. Le 29 mai 1770, le duc de Praslin, ministre de la marine, lui accorde la dérogation nécessaire à son admission, car il n’a pas encore atteint le nombre de publications requises, au sein de l’Académie royale de marine qui cherche à se l'adjoindre depuis son relèvement en avril 1769.
En décembre 1770, il est nommé enseigne de vaisseau avant son tour. En janvier 1771, l’Académie royale de marine l’avance du rang d’académicien adjoint à celui de membre ordinaire. Il en sera élu secrétaire à quatre reprises. Parti derechef pour l’Île de France sur le vaisseau L'Actionnaire, il est de retour de Port-Louis le 15 juillet 1772. Il rédige un projet de réforme de l’Académie royale de marine, dont l’organisation lui paraît trop calquée sur celle de l’Académie des sciences, mais qui ne sera pas appliquée, ainsi qu’un projet de réforme de la Marine.
Turgot fait appel à lui au Ministère de la marine pour procéder à la réforme de ce corps, mais le passage de Turgot au poste de contrôleur général un mois plus tard anéantit ses efforts. Il refuse l’offre de recrutement de Catherine II de Russie à Saint-Pétersbourg. Il rédige les parties concernant la marine du dictionnaire de l’Académie française qui ne devait pas voir le jour en raison des évènements de la Révolution. Il s'est également occupé d'économie politique.
Le 27 juillet 1778, il prend part à la bataille navale d’Ouessant contre les Anglais sur le Saint-Esprit. En janvier 1779, il est nommé lieutenant de vaisseau. Ayant rejoint la flotte du vice-amiral d’Estaing à bord de L'Annibal commandé par La Motte Picquet, il est blessé mortellement le 6 juillet 1779 par un boulet à la bataille de la Grenade et succombe quelques jours plus tard de sa blessure. Une grande partie des manuscrits qu’il avait emportés avec lui afin de les corriger, dont son ouvrage sur l’économie politique, ont disparu à cette occasion.

## Travaux
Jean-Jacques de Marguerie a marché sur les brisées d’Euler, de Bézout et de Fontaine en cherchant à résoudre les équations de la façon la plus élégante et la plus facile possible, ce qu’il a fait avec la résolution de l’équation dont on connaît la forme de la racine dont s’était occupé Euler dans ses premières recherches. Il a été le premier à montrer, à cette occasion, qu’il existe une infinité de manières de produire l’équation dont on connaît la racine. Il s’est occupé avec succès des problèmes d’élimination des inconnues et d’abrègement des calculs exigés par la solution des équations, où il a été le devancier de Bézout.

## Publications
- Mémoire sur la résolution des équations en général, et particulièrement sur l’équation du cinquième degré, 1769
- Mémoire sur le système du monde, 1770
- Mémoire sur une opération d’algèbre appelée l’élimination des inconnues, 1770
- Établissement d’une nouvelle théorie de la résistance des fluides, 1770
- Dissertation sur le roulis, 1771
- Dissertation sur le moyen de trouver les centres de gravité, 1771
- Mémoire sur la résolution des équations du cinquième degré, 1771
- Mémoire sur la construction, 1772
- Mémoire sur la statique des vaisseaux, 1772